# Шумськ (Житомирський район)
Шумськ — зникле село в Україні, в Житомирському районі Житомирській області. Колишньої Троянівської волості Волинської губернії.

## Географія
Село Шумськ (Великий Шумськ) розташовувалось на берегах річки Гнилоп'ять, за течією нижче села Головенка, поблизу місця, де тепер знаходиться водоспад Вчелька.

## Історичні відомості
Вперше згадується в древньому акті під час ревізії Житомирського замку, що відбулась близько 1471 року. У записі йдеться про те, що маєток Шумско (пол. — Szumsko, Szumsk) придбаний Грицьком Вороничем.
У 1741 році частину села придбав у родини Вороничів Якуб-Антоній Корицінський. Інші ж частки мали Ігнацій Воронич, Єжи Головинський, Якуб Пегловський (отримав від дружини Богумили Воронич), Богуслав Кривопиш (отримав від дружини Констанції Воронич).
Дерев'яна церква з дзвіницею Різдва Пресвятої Богородиці коли і ким побудована — не відомо. Але з 1876 року існувала церковно-прихідська школа.
В другій половині XIX століття село належало пану Рудницькому.
Був водяний млин, що належав П. Волицькій.
Станом на 1906 рік тут розміщувалось 238 двори, в яких проживало 994 чоловіки.
На 1913 рік землі Шумську та млин у володінні Миколая Васильовича Александровського. У селі працювали дві бакалійні та винна лавка.На кінець 1922 року у Шумську налічувалось 450 дворів, а населення становило 2578 осіб. Воно було на той час найбільшим селом у Троянівському районі Житомирської округи. Щорічно у селі проводилось по декілька ярмарок.
У 1923 році у селі була утворена Шумська сільська рада у складі сіл Шумськ та Малий Шумськ, хуторів Грузськ, Глинне, Коротинка, Миколаївка, Стеценків хутір. Сільська рада ліквідована 20.08.1952 р. у зв'язку з передачею землі до так званого спецфонду — будівництвом танкового полігону, який створювався генералом Гаркушею.

### Голодомор 1932—1933 років
Багато місцевих жителів постраждало від голодомору. За архівними даними, достеменно відомо про смерть 44 людей.

### Примусове виселення жителів
Жителі Велико-Шумська не підтримали колективізацію. Газета «Ленінський шлях» за 14 вересня 1933 року занесла місцевий колгосп на «чорну дошку» за зрив планів осінньої сівби.
Отож у другій половині 1930-х років розпочались репресії та примусові депортації селян до Сибіру. Були засланні усі 222 двори.
Тоді ж у більшовицького уряду з'явилась ідея розмістити на навколишній території танковий полігон, а для цього було необхідно знищити село. Цим планам завадила Друга світова війна. Проте, у 1946 році жителів знову примусово переселено, цього разу до сусіднього села Гуйва. Будинки танками зрівняли з землею. Про село нагадує лише старе кладовище та могильна плита жительки Глібко Марії Ільївни, яка у 1946 році відмовилась переїжджати та була розстріляна на місці.
Ліквідоване у 1952 році, так як на його території почалось будівництво військового полігону.
Знято з обліку 1960 року.
В травні 2016 року пошуковці виявили масове поховання жертв червоного терору 1920-1930-х років на території колишнього села Великий Шумськ — поблизу військового полігону, тільки за два дні були виявлені рештки тіл 40 людей .

## Шумське городище
На території Шумського урочища під час будівництва полігону виявлене древнє городище.
У 1966 році проведені розкопки під керівництвом І. П. Русанової виявили, що городище датоване IX—X століттями.
Було виявлено поглиблення хрестоподібної форми з плоским дном і вертикальними стінками, орієнтоване по лінії північ-південь. Розміри цього поглиблення складають 14,2 на 11 м, глибина 40-50 см. У центрі розташована велика стовпова яма, заповнена камінням і оточена іншими стовповими ямами та камінням. Судячи з виявленої золи, в центрі поглиблення розпалювався вогонь.
Також поблизу виявлений могильник з трупоспаленнями, що мав вид обмеженого невеликим ровом круглого майдану (з діаметром 5 м.), з прокаленою поверхнею і шаром вугілля товщиною близько 50 см.
На сусідньому (вздовж по березі) мису Гнилоп'яті виявлений один житловий будинок та господарські споруди. Будинок цей, судячи з усього належав жерцеві.
На території городища виявлена кераміка IX—X ст., кремінний наконечник стріли, перепалені кістки бика і птахів.
Отож група вчених дійшла висновку, що тут розміщувався дім старійшини-жерця та відбувся разовий обряд, присвячені певним подіям.